# Amrita Cheema
Amrita Cheema(ਅਿਮ੍ਰਤਾ ਚੀਮਾਂ) (* 28. Januar 1997 in München) ist eine deutsch-mauritisch-indische Schauspielerin, die in Frankfurt lebt. Zudem ist sie als Nachwuchsproduzentin, -regisseurin und Autorin tätig.

## Biografie
Cheema spielt in der Neuverfilmung des Kinderbuchklassikers Lippels Traum von Paul Maar die Rolle der Hamide. Sie ist die Großnichte des Bollywoodschauspielers Avtar Gill und modelt seit ihrem ersten Lebensjahr. Im Jahr 2010 verfilmte sie mit damals 13 Jahren ihren ersten eigenen Kurzfilm Dreams.

## Filmografie
- 2009: Lippels Traum
- 2009: Rajinder Curry
- 2010: Dreams
- 2011: Muskann …das verborgene Lächeln
- 2012: Robin Hood Ghost of Sherwood

## Auszeichnungen
- 2012: JAI Indian National Award als Jüngste Produzentin der Welt